# Montañas Changbai

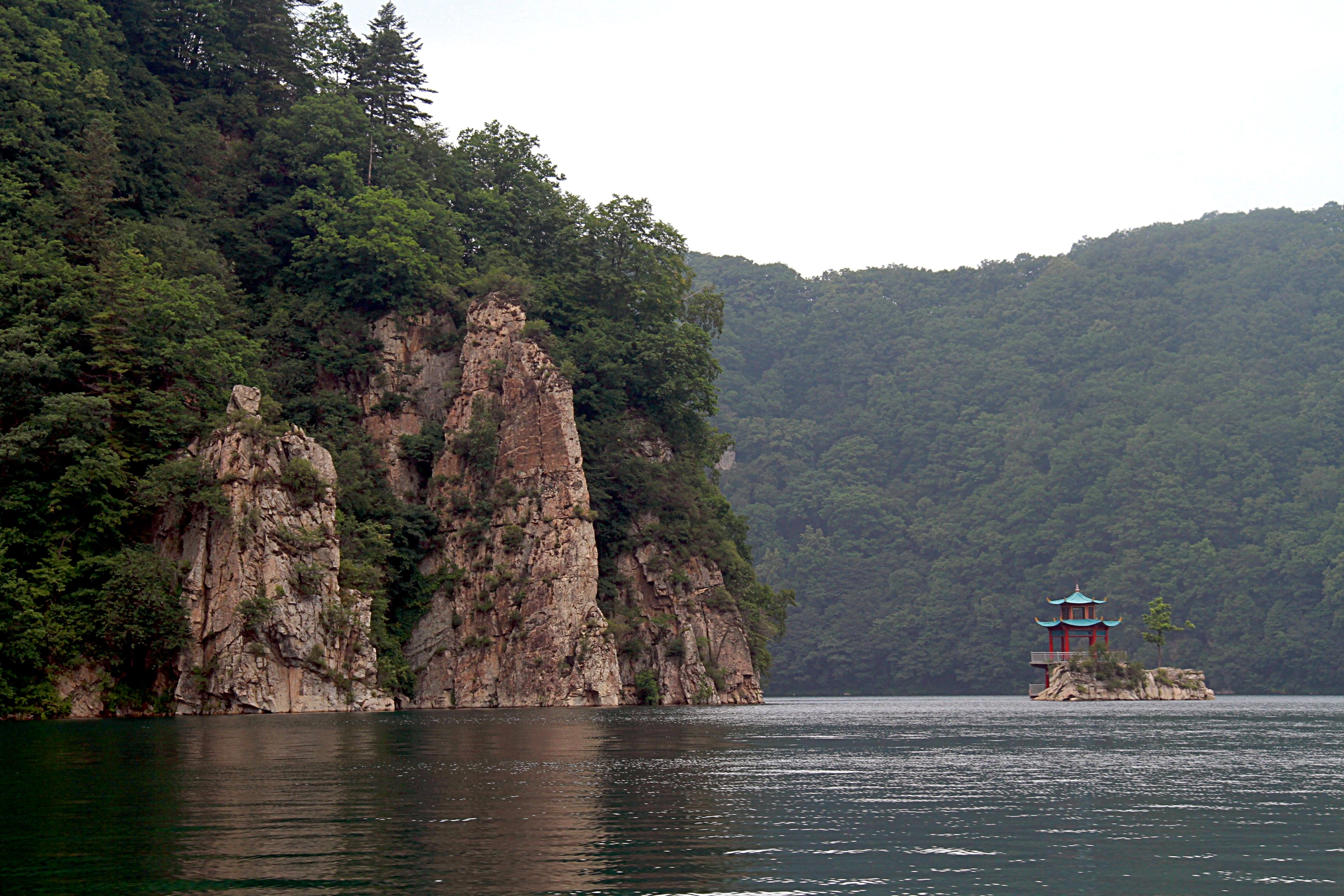
El lago del cráter Sanjiaolong en el Parque Bosque Nacional Longwanqun, condado de Huinan

Las montañas Changbai o Changbaishan (del ruso: Чанбайша́нь); (en hangul, 장백 산맥; en hanja, 長白山脈; romanización revisada, Jangbaek Sanmaek; McCune-Reischauer, Changbaek Sanmaek); en chino tradicional, 長白山地; en chino simplificado, 长白山地; pinyin, Chángbái Shāndì; Wade-Giles, Ch’ang-pai Shan-ti, también llamadas montañas Ohnan o cordillera de Changbai, de Šanggiyan o de Jangbaek, es una larga cordillera de Asia oriental que funciona como barrera natural entre las fronteras de la República Popular China, Corea del Norte y un pequeño tramo en Rusia. La mayoría de los picos tienen más de 2.000 metros de altura, siendo el punto más elevado el monte Paektu (2.744 m).

## Reserva
La Reserva Natural Changbaishan, creada en 1960, ha sido incluida en el programa de la UNESCO "El Hombre y la Biosfera" en 1980 y pasó a formar parte de las reservas de la biosfera del mundo. Aprobado por el Consejo de Estado en 1986, se declaró reserva a nivel estatal.

## Clima
El clima en las montañas es muy frío durante el invierno, con mínimos absolutos en los picos más altos de enero de -45 °C, pero que pueden llegar a 17 °C en julio. Las precipitaciones son bajas en el invierno, pero en las partes altas, en el verano, pueden llegar a medias anuales que alcanzan los 1150 mm y más de 300 mm en julio. Los inviernos secos significa que no hay glaciares, incluso en los picos más altos y más húmedos, pero el permafrost se extiende hasta los 1800 m y es continuo en los picos más altos.

## Flora y fauna
El terreno escarpado de las montañas sirve de refugio de muchos animales, como los leopardos de Amur, osos y tigres siberianos. Una gran parte de la provincia de Jilin está protegida como la Reserva Natural de Changbai (长白山自然保护区 ), que protege más de 2.100 km².
La vegetación de las laderas de la montaña se divide en varias zonas diferentes: en la parte superior, por encima de los 2000 m, predomina la tundra; de 1700 a 2000 m, la vegetación está dominada por el bosque de montaña de abedul y de alerce; por debajo de esta zona, y hasta los 1100 m, los árboles dominantes son el abeto y el pino; de 1100 m a 600 m, el paisaje está dominado por un bosque mixto.

## Qian
Las Qian (千山) es un brazo de esta gran cordillera en la frontera China-Corea del Norte, que empieza en la provincia de Jilin, pasa por Liaoning y termina al  sur de la península de Liaodong. Algunos de sus picos son:
- Qianshan (Anshan)
- Wunu (Benxi)
- Huabo - el más alto con 1.336 m
- Laomao (Dalian)
- Dahei (Dalian)
- Laotie (Dalian)